# Polycricus stolli
Polycricus stolli är en mångfotingart som först beskrevs av Pocock R.I. 1896.  Polycricus stolli ingår i släktet Polycricus och familjen storjordkrypare.
Artens utbredningsområde är Guatemala. Inga underarter finns listade i Catalogue of Life.